# محمد مفتاح الأصفر
محمد مفتاح الطائع الأصفر، كاتب ليبي من مواليد 1960م بسوق الخميس - الخمس، نشأ في مدينة بنغازي. حصل على دبلوم معلمين عام 1979م وشهادة ثانوية أدبي عام 1982.

## عمله
يكتب الأصفر في بعض الصحف الليبية والعربية والعالمية كأخبار الأدب المصرية والنهار والحياة والسفير والأخبار اللبنانية، ومجلة الدوحة القطرية، وجريدة العرب العالمية، وموقع الجزيرة نت وموقع قناة فرانس 24 وموقع قناة سي إن إن وغيرها. كذلك كتب في جريدة نيويورك تايمز الأمريكية وجريدة الهيرالد تريبيون.
وقد كتب مقال في صحيفة النهار عن رواياته:
وكذلك صحيفة طنجة الأدبية عن استضافة المغرب للروائي الليبي الكبير محمد الأصفر.

## أعماله
وهذه روابط لبعض أعماله المترجمة بالإنجليزية:
- أكمام مبللة
- فواق بنكهة النعناع
- مقالة للكاتب نشرت في النيوزويك عن الثورة الليبية
- قصة حكاية جورب التي ترجمت إلى الفرنسية

### من رواياته
أصدر 14 كتاباً روائياً على حسابه الخاص، حيث لم يسمح له في النظام السابق بطبع أي كتاب في ليبيا وكل رواياته كانت تصادر عندما تحضرها دور النشر للمشاركة في معرض الكتاب بطرابلس أو يحضرها أي قارئ أو صاحب مكتبة عبر الحدود البرية أو المطار. ولم يطبع له في ليبيا سوى مجموعتين قصصيتين هما حجر رشيد وحجر الزهر. معظم كتاباته الروائية والقصصية والصحفية تتناول الشأن الليبي خاصة من بعده الثقافي.
من أهم رواياته:
- المداسة
- تقودني نجمة
- نواح الريق
- سرة الكون
- شرمولة
- يا نا علي
- عسل الناس
- شكشوكة
- ملح
- فرحة
- وزارة الأحلام

ترجمت له روايتان إلى اللغة الإسبانية هما رواية «فرحة» التي صدرت منذ شهور ورواية «ملح».
ترجم له إلى اللغة الإنجليزية العديد من النصوص القصصية ومن المترجمين الذين ترجموا قصصه إلى اللغة الإنجليزية الروائي الليبي المعروف هشام مطر.
كتب | ثوار ليبيا الصبورون|  صدر في بنغازي شهر 5 عام 2011 م
المشاركات: شارك في عدة مهرجانات كتب وندوات أدبية داخل ليبيا وخارجها كمعرض القاهرة ومعرض تونس ومعرض الجزائر ومعرض المغرب وأخير معرض مدريد للكتاب، حيث استضيف في إسبانيا لتوقيع روايته فرحة المترجمة والصادرة باللغة الإسبانية مع تقديم ندوة عنها نظمها البيت العربي التابع لوزارة الخارجية الإسبانية في مدريد.